# Arguello
Arguello (Arguèl in piemontese) è un comune italiano di 198 abitanti della provincia di Cuneo in Piemonte.

## Storia
La storia del paese si limita a registrare divisioni e contrasti dinastici tra le varie casate che se ne sono disputate nel corso dei secoli il possesso: i Cortemilia, i Del Carretto, Angioini, del Monferrato, principi d'Acaia, fino ai Savoia subentrati agli inizi del Settecento.

### Simboli
Lo stemma e il gonfalone del comune di Arguello sono stati concessi con decreto del presidente della Repubblica del 28 luglio 2016.
Il gonfalone è un drappo di bianco con la bordatura di azzurro.

## Monumenti e luoghi d'interesse

### Architetture religiose
- Chiesa di San Frontiniano, fondata dai monaci benedettini dell'abbazia di San Frontiniano di Alba e documentata nel XII secolo
- Chiesa parrocchiale degli Angeli Custodi, ai piedi di una rocca spianata, dove nel passato s'innalzava il castello: la piccola chiesa è in stile barocco, un edificio che risale al XVIII secolo sorto come nuova parrocchiale in sostituzione di San Frontiniano, e rimaneggiato agli inizi del XX. Nei pressi vi sono ancora le vestigia dell'antico castello appartenuto ai Del Carretto
- Cappella di San Michele, piccola e semplice, è simbolo della religiosità contadina.

## Società

### Evoluzione demografica
Abitanti censiti

## Economia
Il comune è famoso per la produzione agricola del fagiolo bianco nella tipologia gigante bianco di Spagna. 
La festa patronale si svolge l'ultima settimana di agosto.

## Amministrazione
| Periodo        | Periodo        | Primo cittadino      | Partito                                | Carica  | Note  |
| -------------- | -------------- | -------------------- | -------------------------------------- | ------- | ----- |
| 12 giugno 1985 | 13 giugno 1990 | Bruno Secco          | Lista civica                           | Sindaco | [ 6 ] |
| 13 giugno 1990 | 24 aprile 1995 | Bruno Secco          | Lista civica                           | Sindaco | [ 6 ] |
| 24 aprile 1995 | 14 giugno 1999 | Silvano Borgna       | Indipendente                           | Sindaco | [ 6 ] |
| 14 giugno 1999 | 14 giugno 2004 | Silvano Borgna       | Indipendente                           | Sindaco | [ 6 ] |
| 14 giugno 2004 | 8 giugno 2009  | Riccardo Adriano     | Lista civica                           | Sindaco | [ 6 ] |
| 8 giugno 2009  | 26 maggio 2014 | Alessandro Fenocchio | Lista civica                           | Sindaco | [ 6 ] |
| 26 maggio 2014 | 27 maggio 2019 | Alessandro Fenocchio | Lista civica Arguello è partecipazione | Sindaco | [ 6 ] |
| 27 maggio 2019 | 9 giugno 2024  | Alessandro Fenocchio | Lista civica Arguello è partecipazione | Sindaco | [ 6 ] |
| 9 giugno 2024  | in carica      | Alessandro Fenocchio | Lista civica Arguello è partecipazione | Sindaco | [ 6 ] |

### Altre informazioni amministrative
Il comune faceva parte della comunità montana Alta Langa e Langa delle Valli Bormida e Uzzone.